# Tachina punctata
Tachina punctata är en tvåvingeart som först beskrevs av Robineau-desvoidy 1830.  Tachina punctata ingår i släktet Tachina och familjen parasitflugor.
Artens utbredningsområde är Italien. Inga underarter finns listade i Catalogue of Life.